# René Vanderveken
René Vanderveken (* 27. Juni 1937 in Pamel) ist ein ehemaliger belgischer Radrennfahrer. Er war Profi von 1960 bis 1964.

## Teams
| Jahr | Team                                   |
| ---- | -------------------------------------- |
| 1960 | Peugeot-BP-Dunlop (Frankreich)         |
| 1961 | Solo-Van Steenbergen (Belgien)         |
| 1963 | Peugeot-BP-Englebert (Frankreich)      |
| 1964 | Bertin-Porter 39-Milremo (Frankreich)  |
| 1964 | Torpedo-Continental (West-Deutschland) |

## Palmarès
| Jahr | Erfolg | Rennen                                         |
| ---- | ------ | ---------------------------------------------- |
| 1958 | Sieger | 3. Etappe Österreich-Rundfahrt                 |
| 1958 | Sieger | 5. Etappe Teil b Österreich-Rundfahrt          |
| 1958 | Sieger | 9. Etappe Friedensfahrt                        |
| 1959 | Sieger | 1. Etappe Österreich-Rundfahrt                 |
| 1959 | 2.     | 3. Etappe Österreich-Rundfahrt                 |
| 1959 | 2.     | 6. Etappe Österreich-Rundfahrt                 |
| 1959 | 2.     | 7. Etappe Teil a Österreich-Rundfahrt          |
| 1959 | 2.     | 7. Etappe Teil b Österreich-Rundfahrt          |
| 1959 | Sieger | 8. Etappe Österreich-Rundfahrt                 |
| 1959 | Sieger | 2. Etappe Friedensfahrt                        |
| 1959 | 2.     | 4. Etappe Teil b Friedensfahrt                 |
| 1959 | 2.     | Gesamtwertung Friedensfahrt                    |
| 1959 | 2.     | Zottegem – Dr Tistaertprijs (Belgien)          |
| 1960 | Sieger | Polymultipliée (Frankreich)                    |
| 1960 | 2.     | 2. Etappe Euskal Bizikleta (Spanien)           |
| 1960 | 2.     | Flandern-Rundfahrt                             |
| 1960 | Sieger | Hoeilaart – Diest – Hoeilaart (Belgien)        |
| 1960 | Sieger | Brüssel – La Louvière – Brüssel                |
| 1960 | 3.     | 3. Etappe Trois Jours d’Anvers (Belgien)       |
| 1961 | 2.     | Bubry (Frankreich)                             |
| 1961 | Sieger | Hoeilaart – Diest – Hoeilaart (Belgien)        |
| 1961 | 3.     | Paris–Roubaix                                  |
| 1961 | 3.     | 1. Etappe Dwars door Vlaanderen                |
| 1961 | Sieger | Omloop van West-Brabant (Belgien)              |
| 1961 | 2.     | Jambes (Belgien)                               |
| 1961 | 2.     | Blaton (Belgien)                               |
| 1961 | Sieger | Izenberge (Belgien)                            |
| 1962 | Sieger | De Panne (Belgien)                             |
| 1962 | 3.     | Hoeilaart – Diest – Hoeilaart (Belgien)        |
| 1962 | 2.     | Omloop Mandel-Leie-Schelde Meulebeke (Belgien) |
| 1963 | 2.     | Tour du Condroz (Belgien)                      |
| 1963 | 2.     | 2. Etappe Luxemburg-Rundfahrt                  |
| 1963 | 2.     | Nederbrakel (Brakel) (Belgien)                 |
| 1963 | 3.     | Meerbeke (Belgien)                             |
| 1963 | 2.     | Aarschot (Belgien)                             |
| 1964 | 3.     | Nederbrakel (Belgien)                          |